# GNOME Files
GNOME Files è il file manager ufficiale dell'ambiente desktop GNOME: è un programma per visualizzare le directory del computer e i file in esse contenuti.

## Storia
Nautilus, il predecessore di GNOME Files, è stato originariamente sviluppato da Eazel e Andy Hertzfeld (fondatore di Eazel ed ex ingegnere Apple) nel 1999. Il nome "Nautilus" era un gioco di parole, che evocava un guscio del mollusco Nautilus e la shell.
All'inizio del 2000, Richard Hestgray pubblicò i primi screenshot della versione di anteprima di Nautilus 0.1:

Nautilus 0.1 (febbraio 2000)
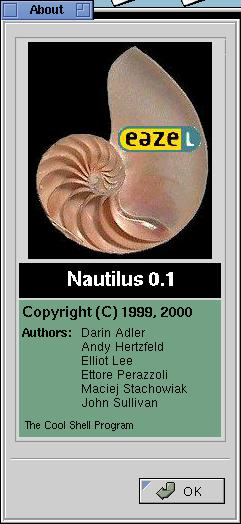
Finestra di info.
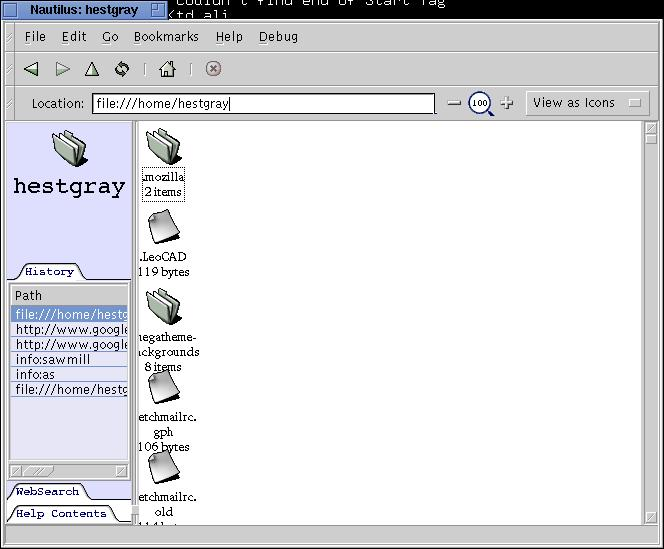
Finestra principale (anche Mozilla e LeoCAD sono installati sul PC di Hestgray).

Nautilus ha sostituito Midnight Commander in GNOME 1.4 diventando il file manager di default dalla versione 2.0 in poi. Dalla versione 3.6 di GNOME il software è stato rinominato in seguito a revisione dell'applicazione.
A causa di alcune modifiche al programma che hanno comportato la rimozione di funzionalità, il progetto Linux Mint ha realizzato un fork di Nautilus denominato Nemo, in omaggio al Capitano Nemo.

## Caratteristiche

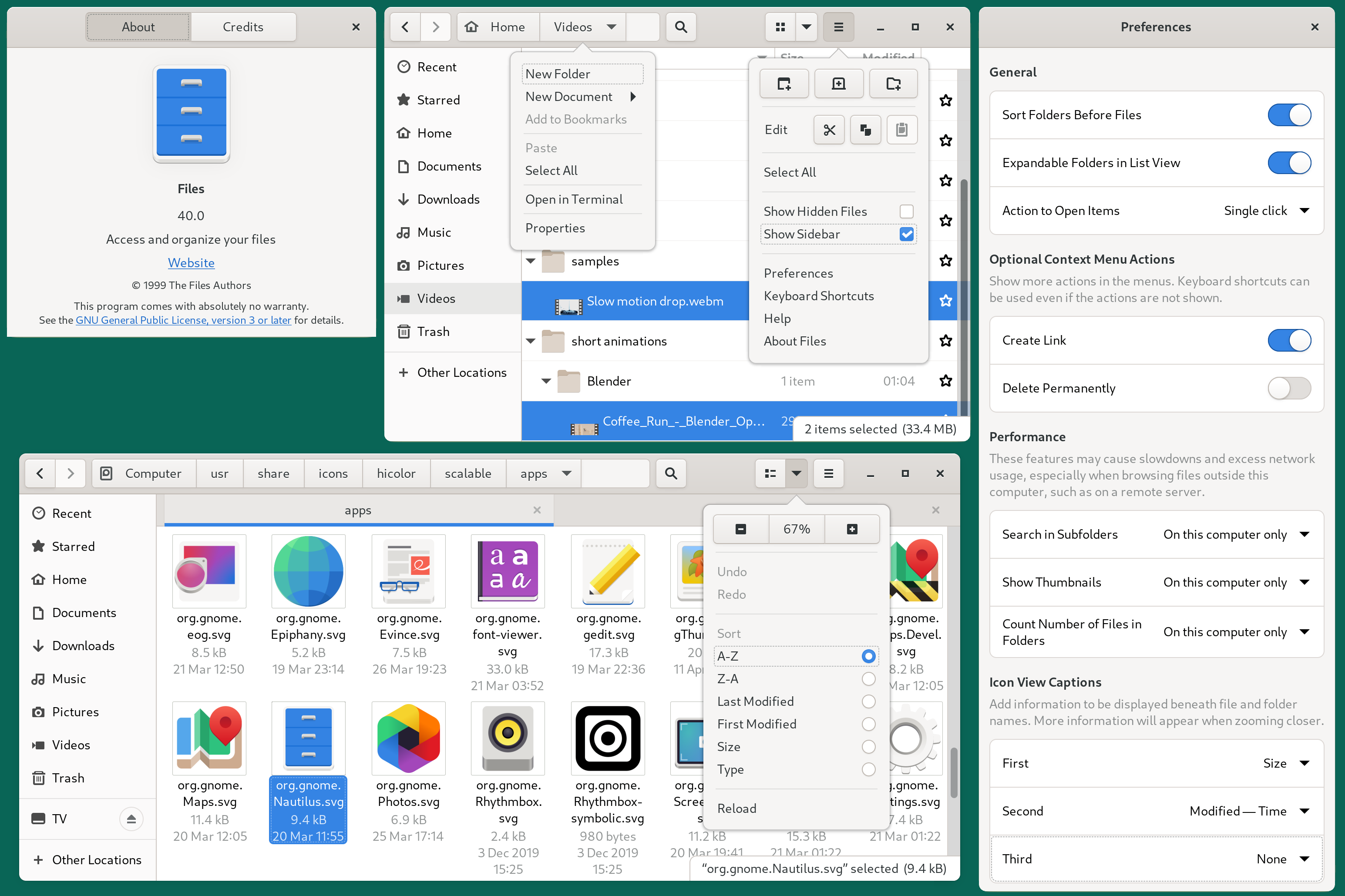
Interfaccia di GNOME Files 40

È stato creato allo scopo di introdurre un'interfaccia utente consistente e di facile uso. Nautilus rimpiazza il vecchio gmc, programma molto più leggero ma meno potente e con diversi problemi, che però è ancora possibile utilizzare. Funziona anche come client FTP e SFTP.
Files offre la possibilità di eseguire tutte le normali operazioni sui file, ovvero:
- aprire, copiare, spostare, rinominare ecc. i file
- vedere le proprietà di un file (privilegi, dimensione, data di creazione, data di ultimo accesso ecc.)
- vedere le proprietà delle cartelle sia con vista ad albero, sia ad elenco.
- vedere l'anteprima di immagini e documenti